# Geno Machado
Genoveva del Carmen Machado Hernández (Las Palmas de Gran Canaria, 12 de mayo de 1982), más conocida como Geno Machado, es una cantante, compositora y actriz española, también conocida por haber participado en la primera edición de Operación Triunfo, haber participado en musicales y formado parte del grupo Fórmula Abierta antes de iniciar su carrera en solitario. Geno también es la directora de un centro de entrenamiento vocal.

## Trayectoria profesional
Desde pequeña tenía decidido que se quería dedicar a la música, ya que proviene de una larga familia de artistas, bastante conocidos en Las Palmas. Su padre (ya fallecido) y su hermano mayor son guitarristas, mientras que su madre, su abuela y sus tíos son cantantes.
La oportunidad le llega en 2001 con la exitosa primera edición de "Operación Triunfo" en TVE. Tras ser la primera expulsada de la Academia, continúa participando en los discos que este programa lanza al mercado. Acompañó a Rosa López al Festival de la Canción de Eurovisión 2002, siendo parte del coro y del grupo de baile, junto a otros cuatro compañeros en el famoso tema "Europe's living a celebration" con el que España quedó en séptima posición. Ese mismo año, también protagonizó junto a sus compañeros de academia diversos anuncios de TV. Apareció regularmente en el programa "Triunfomanía" en TVE que seguía la vida de los concursantes después del programa, realizó la multitudinaria gira por todo el país junto a sus compañeros y también apareció en el film distribuido por Filmax, "OT: la película".
En 2002 entra a formar parte del grupo Fórmula Abierta, hasta finales de 2004. Algunas de las canciones de esta banda que sacó tres discos fueron auténticos éxitos de verano. Destacan los hits "Te quiero más", "Hello my friends" o "Qué calor". Todas aparecen en conocidos recopilatorios y son temas populares.
En 2005 comienza una carrera en solitario, con un maxi-single producido por Kike Santander. Este mismo año se estrenó en la televisión como colaboradora. También se estrena como presentadora de galas y eventos.
En 2006 continuó participando como colaboradora en programas de televisión y se estrenó como presentadora de televisión en el programa "Plaza Mayor" de Onda 6 (posterior La10 y MetropolitanTV del Grupo Vocento). En esta época empieza a preparar lo que sería su primer álbum en solitario.
En 2008 trabajó en el programa de las tardes "Está Pasando" de Telecinco como comentarista de "OT 2008".
En 2010 lanza su primer disco en solitario, "A golpes de amor", que distribuye en El Corte Inglés, FNAC, Spotify e itunes. Su primer sencillo, de título homónimo, es un dúo con el cantante Raúl.
El 16 de enero de 2011 entró de nuevo en la Academia de OT como concursante en "Operación triunfo" 2011 en Telecinco. Durante el mismo fue expulsada en la última gala, sin llegar a la final. Telecinco decide cancelar el programa por su baja audiencia, hasta su vuelta en 2017.
Desde 2012, paralelamente a su carrera, se dedica a la formación integral de artistas en el centro Aula Artist Coaching by Geno Machado, en San Pedro de Alcántara, localidad donde reside y de donde es su marido. Una ocupación que durante años afirmó que era uno de sus sueños por cumplir. 
En septiembre de 2017 lanza el sencillo "Tu amor es cosa mía".

## Vida privada
Su marido es el tenor malagueño José Manuel Santos Fuentes (n. el 8 de enero de 1971). En 2007 nació su primer hijo, Marco. En 2014 dio a luz a su segundo hijo, Lucca.

## Filmografía

### Cine
- 2002: OT: La película

### Teatro
- 2002 - 2004: Peter Pan: El Musical (como Tigrilla)
- 2005: Sancho Panza: El Musical (como Dulcinea)
- 2005 - 2006: Cuentos de Navidad

### Televisión
Intervenciones destacadas, trabajos de presentadora y colaboradora:
- 2001: Operación Triunfo 1. TVE1. Concursante
- 2001: Tiempo al tiempo. TVE1. Artista invitada
- 2002: Triunfomanía. TVE1. Invitada semanal
- 2002: Fanarea: Geno. Canal OT. Programa homenaje
- 2002: Gala Bustamante y amigos. TVE1. Gala especial. Artista invitada
- 2002: Gira Operación Triunfo En concierto. TVE1. Concierto íntegro. Ella misma
- 2002: Padrinos para el triunfo. TVE1. Artista invitada
- 2004: Operación Eurovisión. TVE1. Artista invitada
- 2005: A tu lado. Telecinco. Colaboradora
- 2005 - 2007: El programa de Ana Rosa. Telecinco. Colaboradora
- 2005 - 2006: El conciertazo. TVE1. Navidad 2005. Cantante
- 2006: Empieza el espectáculo. TVE1. Colaboradora
- 2006: Plaza mayor. Onda 6 (Grupo Vocento). Presentadora
- 2008: Segundos musicales. TVE1. Cantante
- 2008 - 2009: Está pasando. Telecinco. Colaboradora
- 2011: Operación Triunfo 8. Telecinco. Concursante
- 2013: Cerca de ti. Canal Sur. Invitada sorpresa de Natalia
- 2014: Hay una cosa que te quiero decir. Telecinco. Invitada sorpresa de Chenoa
- 2016: OT: El Reencuentro. TVE1. Invitada
- 2016: OT: El Reencuentro En concierto. TVE1. Ella misma
- 2016: Noveleros: Especial Geno Machado. RTVC. Ella misma
- 2016: Gala 60 aniversario de TVE. TVE1. Artista invitada
- 2017: Mi casa es la tuya: Rosa. Telecinco. Colaboración especial
- 2017: Soy Rosa. TEN. Artista invitada
- 2017: Operación Triunfo 2017. TVE1. Invitada gala navideña.
- 2019: Aquellos maravillosos años: OT1. Telemadrid. Artista invitada
- 2022: Mediafest Night Fever. Telecinco. Cantante acompañante

### Publicidad
- 2001 - El Corte Inglés. Campaña de Navidad. Junto a sus compañeros de OT.
- 2002 - Multiópticas. Junto a sus compañeros de OT.
- 2002 - Ministerio de Medio Ambiente. Campaña contra el fuego junto a sus compañeros de OT ("Todos contra el fuego").
- 2002 - Pringles. "Te quiero más", de Fórmula Abierta, fue la banda sonora del popular anuncio.
- 2004 - Glasstex.
- 2004 - Zumosol. "Te quiero más", de Fórmula Abierta fue readaptada para el anuncio en el que además aparece Edurne.
- 2004 - 2007 - Ministerio de Medio Ambiente. "Qué calor" de Fórmula Abierta fue banda sonora de la campaña veraniega contra incendios.

## Discografía

### Fórmula Abierta
- 2002: Aún hay más
- 2003: La verdad
- 2004: Fórmula 04
- 2016: Grandes éxitos

Singles:
- 2002: Te quiero más
- 2002: Mi cruz, mi fe
- 2002: Dile si al amor
- 2003: Hello my friends
- 2004: Ya llegó el carnaval
- 2004: Qué calor
- 2004: Salsa para vivir
- 2018: Sin conexión
- 2019: Si tu vuelves

### En solitario
- 2010: A golpes de amor

- 2017: Tu amor es cosa mía

Singles:
- 2005: Adivina lo que tengo 'pa' ti
- 2010: A golpes de amor (con Raúl)
- 2011: Promesas

### Colaboraciones
- 2010: A golpes de amor (con Raúl)
- 2016: Historia de un amor (con Paco Arrojo)
- 2016: Se me olvidó otra vez (con Javián)
- 2017: Sueña (con Mireia Montávez)
- 2017: Paso a paso (con Manu Tenorio)

### Caribe 2005
- 2005: Adivina lo que tengo 'pa' ti

### Operación Triunfo
- Discos de las Galas de OT1:
- Gala 1 - Otro amor vendrá (con Chenoa)
- Gala 2 - Una noche más
- Gala 8 - Átame a tu piel (incluida en el CD OT: Las 50 mejores actuaciones de las galas)
- 2002: OT: EL Álbum - Rosie Christmas (con Chenoa)
- 2002: OT: Canta Disney - Bajo el mar (con Mireia Montávez)
- 2002: OT: Disco del deporte - I will survive (con Natalia Rodríguez, Gisela Lladó y Rosa López)
- 2002: OT: Eurovisión
- 2002: OT: En concierto
- 2003: Generación OT - Se me olvidó otra vez (con Danni Úbeda)
- OT 2011. En directo:
- 2011: OT 2011 - Gala 1 - I just can´t stop loving you (con Álex Forriols)
- 2011: OT 2011 - Gala 2 - Cry me out (con Coraluna y Roxio)
- 2011: OT 2011 - Gala 3 - Bad Romance (con Nirah)
- 2011: OT 2011 - Gala 3 - Va todo al ganador
- 2011: OT 2011 - Gala 4 - Lo mejor de mi vida eres tú (con Juan Delgado)
- 2011: OT 2011 - Gala 4 - Si tu no estás aquí
- 2011: OT 2011 - Gala 5 - Desilusioname
- 2016: OT El Reencuentro (CD + DVD)